# اولگا سابو اوربان
اولگا سابو اوربان (انگلیسی: Olga Szabó-Orbán; ۹ اکتبر ۱۹۳۸ – ۵ ژانویهٔ ۲۰۲۲) شمشیرباز اهل رومانی بود.